# Heinrich Károly
Heinrich Károly (Pest, 1825. június 22. –‎ Kispest, 1909. március 4.) magyar építész és építőmester.

## Élete
Heinrich Mátyás és Etl Johanna fiaként született. 1840 és 1843 között Diescher József építőmester inasa volt, majd legénnyé szabadult fel. Ezután pallérként működött. 1865. augusztus 10-én a kőművesmesteri jog elnyeréséért folyamodott, amit a következő napon meg is kapott. Később többször is építőmesteri jogot kért, azonban elutasították, mert nem rendelkezett a megfelelő vizsgával. Végül 1868. szeptember 22-én kelt tanácsi határozattal kapta meg az építőmesteri jogot. Az 1860-as évektől kezdve mutatható ki működése: a belvárosi Kéményseprő és Kalap utca sarkán Eisler számára kétemeletes, a Nagymező utcában Tóth Lajos részére ugyancsak kétemeletes házat, Hettinger Mátyásnak pedig a Nagystáció utcában egyemeletes házat épített.
Több budapesti bérház tervezőjeként ismert, de néha kivitelező (építőmesteri) munkákat is elvállalt más építészek mellett. Némely esetben korábban megépült házak utcai szárnyához udvari részt épített. Stílusára a historizmus volt jellemző.
Felesége Polák Mária volt, akit 1849. május 21-én Pesten, a Józsefvárosban vett nőül.

## Ismert épületei
- 1870: Zitterbarth-ház (tervező: Kasselik Ferenc) kibővítése udvari szárnnyal, Budapest, Bajcsy Zsilinszky út 22.[7]
- 1871: Erdélyi-ház, Budapest, Mátyás u. 8.[8]
- 1871 u.: bérház (tervező: Kasselik Ferenc, Hild József) kibővítése udvari szárnnyal, Budapest, Király utca 29.[9][10]
- 1872: bérház, Budapest, Nádor u. 24. / Széchenyi utca 16.[11]
- 1872: bérház, Budapest, Mária u. 16.
- 1872: Pulmann-ház (tervező: Kasselik Ferenc) bővítése két emelettel, Budapest, Blaha Lujza tér (az 1910-es években elbontották)[12]
- 1873: Tafler-bérház, Budapest, Bajcsy-Zsilinszky út 39.[13]
- 1892: bérház, Budapest, Dózsa György út 34.[14]

### Csak kivitelező
- 1881–1882: Káry-villa, Budapest, Dózsa György út 74. (tervező: Wellisch Alfréd)[15][16]

### Tervrajzai
Heinrich Károly további tervrajzai. maps.hungaricana.hu

## Képtár
- Mária u. 16. (bejárat)
- Dózsa György út 34.
- Káry-villa (felújítás előtt)
- Káry-villa (felújítás után)
- Bajcsy-Zsilinszky út 39.